# Відновне елімінування
Відно́вне елімінува́ння (рос. восстановительное элиминирование, англ. reductive elimination) — один з типів реакції комплексних сполук, який за правилами підрахунку електронів належить до групи (18→16), де числа в дужках показують суму незв'язаних електронів на атомі металу М та електронів на метал-лігандних зв'язках до і після реакції.
Загальне рівняння:
A MWXYZB → MWXYB + AZ
де М — центральний іон металу, W, X, Y, Z, А., В — ліганди в комплексі-реактанті, AZ — молекула, яка відщеплюється.